# Stade d’Abidjan
Stade d’Abidjan ist ein ivorischer Fußballverein aus Abidjan. Aktuell spielt der Verein in der ersten Liga, der Ligue 1.

## Geschichte
Der Verein wurde 1936 unter dem Namen ASFI Abidjan gegründet. Der Klub wurde nach einer Fusion mit PIC Abidjan und OC Abidjan in USF Abidjan umbenannt, ehe er 1959 den heutigen Namen erhielt.
Die größten Erfolge feierte man in den 1960er Jahren, als mehrmals die Meisterschaft errungen werden konnte. 1966 gelang der Sieg im African Cup of Champions Clubs. Außerdem gelang bei elf Finalteilnahmen vier Mal der Sieg im nationalen Pokal.

## Stadion
Seine Heimspiele trägt der Verein, die in den Farben blau und rot aufläuft, im Stade Municipal d’Abidjan aus. Dieses bietet Platz für 10.000 Zuschauer.

## Erfolge
- Ivorischer Meister: 1962, 1963, 1965, 1966, 1969, 2025
- Ivorischer Vizemeister: 1984, 2023/24
- Ivorischer Pokalsieger: 1971, 1976, 1984, 1994
- Ivorischer Pokalfinalist: 1961, 1968, 1972, 1988, 1995, 1998, 2004
- African Cup of Champions Clubs: 1966

## Spieler
- Didier Otokoré (1984–1985) Jugend,
- Joël Tiéhi (1984–1987)
- Ibrahima Bakayoko (1994–1995)
- Serge Aurier (2005–2006) Jugend,
- Robert Sankara (2009–2011)